# Trondhjemita
La trondhjemita es una roca plutónica compuesta de cuarzo y plagioclasa con cantidades menores de biotita.  Las trondhjemitas se forma a grandes profundidades en la corteza terrestre. La trondhjemita es una "leucotonalita" (dominada por minerales claros) y se le considerara una varieded especial de tonalita caracterizada por no tener hornblenda.
Se extrae de canteras para su uso como roca ornamental y se vende como "granito blanco". El nombre de la roca fue acuñado por Victor Goldschmidt en 1916 y refiere a la ciudad noruega de Trondheim.